# Station Cergy-Préfecture
Cergy-Préfecture is een station aan lijn A van de RER en lijn L van de Transilien in Parijs. Het is een van de drie stations in de gemeente Cergy. De andere twee stations zijn Cergy-le-Haut en Cergy-Saint-Christophe.

## Treindienst
| Serie   | Treinsoort        | Route | Bijzonderheden |
| ------- | ----------------- | --- | -------------- |
| RER A   | RER (SNCF / RATP) | [ [ Cergy-le-Haut – Cergy-Préfecture – ] / [ Poissy – ] Maisons-Laffitte – ] / [ Saint-Germain-en-Laye – Rueil-Malmaison – Nanterre-Université – ] Nanterre-Préfecture – La Défense – Châtelet - Les Halles – Paris-Lyon – Vincennes – [ Fontenay-sous-Bois – La Varenne - Chennevières – Boissy-Saint-Léger ] / [ Val de Fontenay – Bry-sur-Marne – Noisy-le-Grand - Mont d’Est – Torcy – Marne-la-Vallée - Chessy ] |                |
| Trans L | Transilien (SNCF) | Paris Saint-Lazare – Bécon-les-Bruyères – [ Nanterre-Université – Maisons-Laffitte – Cergy-Préfecture – Cergy-le-Haut ] / [ [ La Défense – Saint-Cloud – [ Versailles-Rive-Droite ] / [ Marly-le-Roi – Saint-Nom-la-Bretèche - Forêt de Marly ] ] |                |

| Richting         | Vorig station          | Lijn    | Volgend station     | Richting                    |
| ---------------- | ---------------------- | ------- | ------------------- | --------------------------- |
| Cergy-le-Haut A3 | Cergy-Saint-Christophe | RER A   | Neuville-Université | Marne-la-Vallée - Chessy A4 |
| Cergy-le-Haut    | Cergy-Saint-Christophe | Trans L | Neuville-Université | Paris Saint-Lazare          |